# Ayot Green
Ayot Green – wieś w Anglii, w hrabstwie Hertfordshire. Leży 12 km na zachód od miasta Hertford i 35 km na północ od centrum Londynu.